# NGC 4828
NGC 4828 este o liner situată în constelația Părul Berenicei. A fost descoperită în 22 aprilie 1865 de către Heinrich Louis d'Arrest. Se află la o distanță de 91,4 de megaparseci de Pământ.